# Markgräfler Museum Müllheim
Das Markgräfler Museum ist ein Regionalmuseum in Müllheim im Markgräflerland, einer Stadt im Markgräflerland, die zum Landkreis Breisgau-Hochschwarzwald in Baden-Württemberg (Deutschland) gehört. Es ist das größte Museum zwischen Freiburg im Breisgau und der Agglomeration Basel/Lörrach im Dreiländereck und hat zwei Standorte: das Blankenhorn-Palais und die Frick-Mühle. Es ist Mitglied im Museumsverband Baden-Württemberg, im Netzwerk Museen sowie im trinationalen deutsch-französisch-schweizerischen Verein Museums-PASS-Musées, womit der oberrheinische Museumspass gilt.

## Blankenhorn-Palais

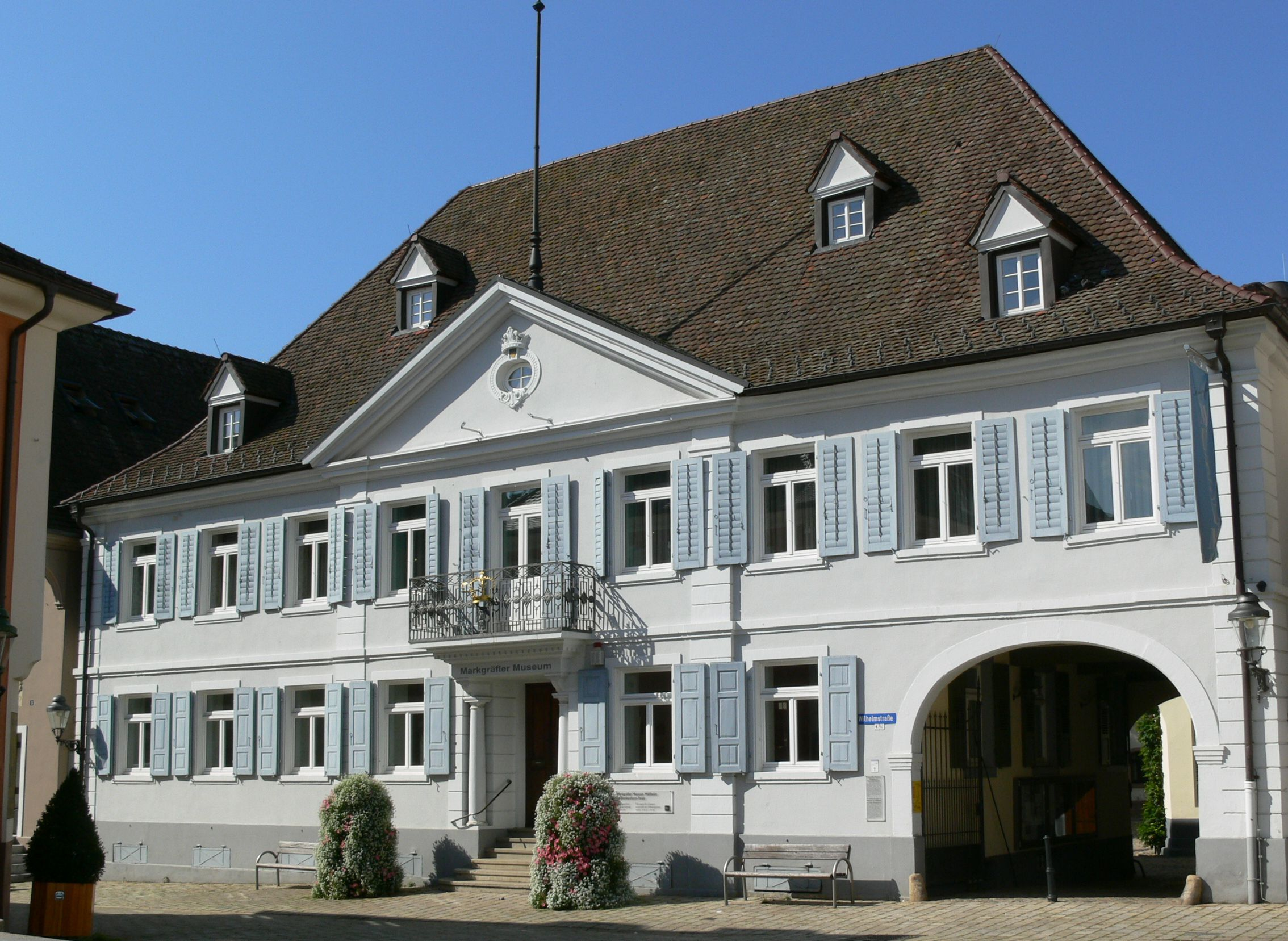
Blankenhorn-Palais Müllheim mit dem Markgräfler Museum

### Regionalmuseum
Das Blankenhorn-Palais gegenüber des zentralen Müllheimer Marktplatzes an der Wilhelmstraße, heute eine Fußgängerzone, ist der Hauptsitz des Markgräfler Museum Müllheim: Es wurde im Mai 1974 unter dem Namen Markgräfler Wein- und Heimatmuseum durch den heutigen Markgräfler Museumsverein Müllheim e. V. und die Stadt Müllheim gegründet.
Zunächst stand ein Raum des Hauses für temporäre Ausstellungen zur Verfügung, 1978 konnte der historische Weinkeller her- und eingerichtet und 1979 das Erdgeschoss mit einer Dauerausstellung eröffnet werden.
1991 wurde das Museum um das Obergeschoß mit knapp 500 Quadratmeter erweitert und in „Markgräfler Museum“ umbenannt; 2003 konnte das Dachgeschoss mit Mitteln aus dem Landessanierungsprogramm für die Museumsnutzung ausgebaut und in den Folgejahren um modern gestaltete Abteilungen zur regionalen Geschichte und Literatur erweitert werden.
Heute nimmt die Ausstellungsfläche fünf Etagen ein: Auf insgesamt über 1.500 Quadratmetern werden neben wechselnden Sonderausstellungen in der Regel auch fünf Dauerausstellungen gezeigt, welche die Region unter fünf unterschiedlichen Aspekten behandeln.
Im historischen Gewölbekeller kann man mit Weintrotten von 1743 und 1820 oder einer kompletten Küferwerkstatt in die Geschichte des Weinbaus im Markgräflerland als einem der größten Weinbaubereiche Badens eintauchen.
Das Erdgeschoss ist der vielgestaltigen Geologie und Archäologie der Region mit Fundstücken aus der Jahrtausende zurückreichenden Besiedlungsgeschichte von der Steinzeit bis in die keltische, römische, alemannische und fränkische Periode gewidmet: Diese Dauerausstellung wurde zum Frühjahr 2023 neu gestaltet.
In der historisch eingerichteten Bel Etage im Obergeschoss wird die bürgerliche Wohnkultur mit Landschafts- und Porträtmalerei des 18. und 19. Jahrhunderts gezeigt, in den Seitenflügeln Meisterwerke der klassischen Moderne sowie Bilder und Skulpturen namhafter regionaler zeitgenössischer Künstlerinnen und Künstler.
Im Dachgeschoss wird die Geschichte des Markgräflerlands – im ausgehenden Mittelalter aus den Herrschaften Badenweiler, Rötteln und der Landgrafschaft Sausenberg entstanden – in einer erlebnisorientiert konzipierten Abteilung in acht Themeninseln mit Film-, Computer- und Lesestationen erzählt.
Im Dachspitz bietet die in Zusammenarbeit mit dem Deutschen Literaturarchiv Marbach entstandene Literaturabteilung einen Blick auf die regionale literarische Landschaft vom 18. Jahrhundert bis in die Gegenwart, von Johann Peter Hebel bis Heinrich Hoffmann von Fallersleben, von Hermann Hesse bis Annette Kolb, von René Schickele bis Marie-Luise Kaschnitz sind hier u. a. viele zugezogene wie heimische Autorinnen und Autoren zu entdecken.

### Geschichte des Blankenhorn-Palais

Wohnzimmer in der Bel Etage des Blankenhorn-Palais, eins der Trauzimmer der Stadt

Das Blankenhorn-Palais, ehemals „Gasthaus zur Krone“, entstand unter Einbeziehung älterer Bauten 1820 als ausgedehnte Gutshof-Anlage im frühklassizistischen Stil. Es gehört zu den herausragenden Bauwerken in Stadt und Region und wurde 2007 als Stadtpalais in das Denkmalbuch Baden-Württemberg eingetragen. Seit dem 17. Jahrhundert ist an der zentralen Stelle beim ehemaligen Allmend- und heutigen Marktplatz ein Gasthaus nachgewiesen. Französische Einflüsse prägen die Außenfassade und die Innenräume, wo im ersten Obergeschoss eine sogenannte „Enfilade“ die Prinzipien des Schlossbaus aufnimmt. An weiteren Umbauten im 19. Jahrhundert war mit großer Wahrscheinlichkeit der badische Architekt Friedrich Eisenlohr beteiligt. Bis zur Schließung 1880 genoss die „Krone“, damals im Besitz der Familie Blankenhorn, einen weithin guten Ruf.
Viele Jahrzehnte wurde es als Wohnhaus und Anwaltspraxis von Rechtsanwalt Fritz Hack genutzt. Der liberale Kommunalpolitiker machte es ab 1909 zu einem gesellschaftlichen Mittelpunkt mit hochkarätigen Hauskonzerten und Besuchen etwa des Heidelberger Soziologen Max Weber. Standhaft verteidigte er während des Nationalsozialismus jüdische Mandanten – das Haus wurde 1938 mit der Schriftzeile „Judenknecht“ beschmiert. In der Nachkriegszeit amtierte er 1945 und 1946–1953 als Bürgermeister. Nach seinem Tod erwarb die Stadt Müllheim das Anwesen und nutzte es 1955–1973 als Rathaus. Bis heute finden im „Blauen Salon“ standesamtliche Trauungen statt. Das Anwesen setzt sich aus dem repräsentativen, zweigeschossigen Haupthaus und den rückwärtig anschließenden zweieinhalbgeschossigen Flügelbauten zusammen, von denen der südliche vermutlich Teile des Vorgängerbaus aus dem 17. Jahrhundert oder frühen 18. Jahrhundert aufweist, der später aufgestockt wurde. Polygonale Fenster mit flachen dekorativen Putzrahmen in Sternform belichten jeweils das Attikageschoss von Hauptbau und Flügeln und geben dem Innenhof ein einheitliches Erscheinungsbild. Ein dekorativ verglaster Wintergarten mit Schmiedeeisenornamentik sowie der Schutzvorbau aus feingeschmiedeten Eisenteilen vor der rückwärtigen Tür und kunstvolle Eisengeländer prägen das Erscheinungsbild ebenso wie die nach hinten sich anschließende mächtige Scheune mit großen Einfahrtstoren. Das Innere des Hauptgebäudes wird durch eine Balustrade erschlossen. Parkettböden, Wandtäfer, Stuckdecken und ein Fayenceofen sind von der ursprünglichen Ausstattung erhalten geblieben, ebenso der großzügige ehemalige Ballsaal.

## Frick-Mühle

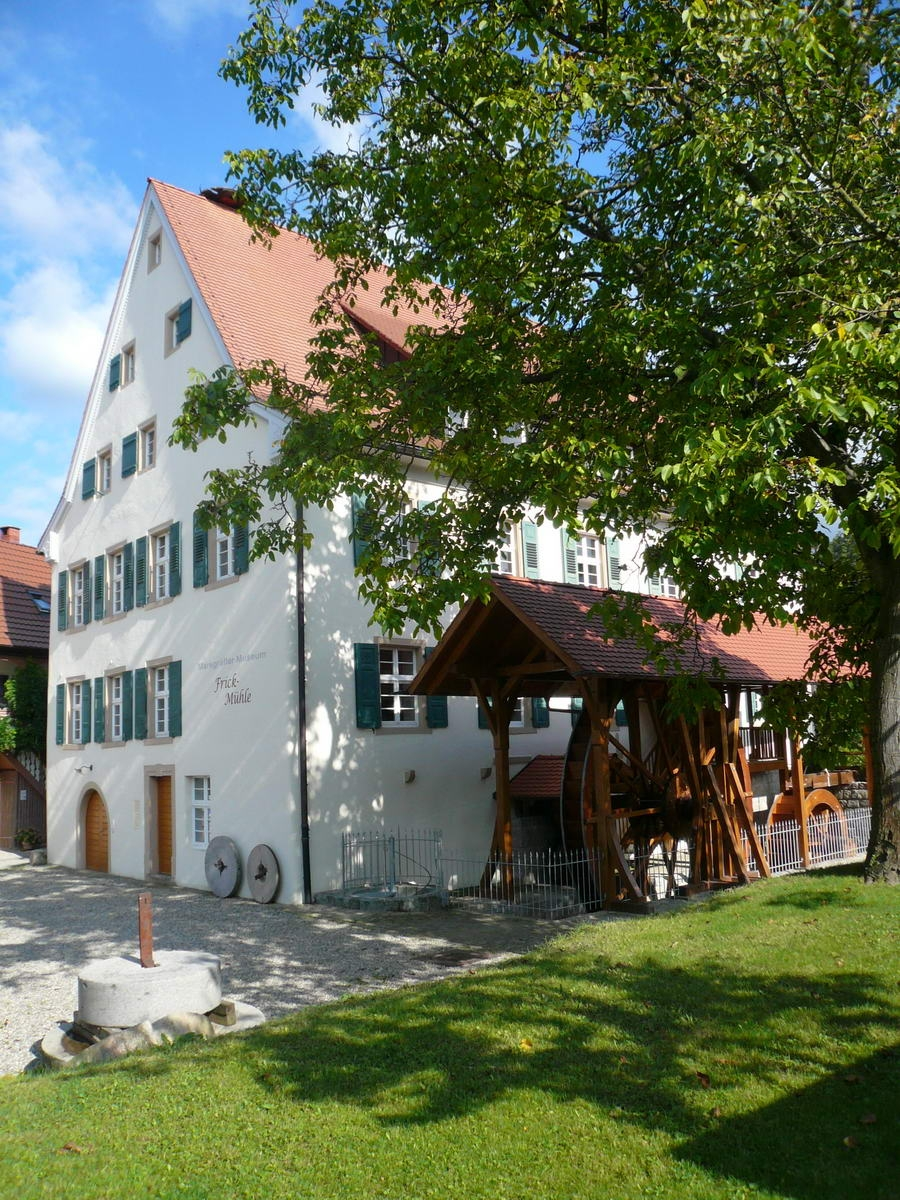
Frick-Mühle in Müllheim (2011)

### Mühlenmuseum
Neben dem Blankenhorn-Palais hat das Markgräfler Museum als zweiten Standort die Frick-Mühle in der Gerbergasse. In einem früheren Mühlengebäude des 19. Jahrhunderts wurde eine funktionstüchtige Getreidemühle rekonstruiert, das Mühlrad und die Ausstattung waren nicht mehr vorhanden und mussten nach alten Vorlagen neu erstellt werden. Die drei Mahlgänge der Getreidemühle wurden von einer stillgelegten Mühle im Riedlinger Bad – einem zum Kanderner Teilort Riedlingen gehörigen Weiler — durch die Stadt Müllheim aufgekauft. Zudem wurde ein kleines Mühlrad für eine Stampfe installiert.
Der Arbeitskreis Frick-Mühle im Markgräfler Museumsverein bietet von April bis Oktober regelmäßig öffentliche Führungen in den Mühlenräumen und im Außenbereich an. Für angemeldete Gruppen gibt es Führungen. Außerdem beteiligt sich der Arbeitskreis am jährlichen Deutschen Mühlentag, der jeweils am Pfingstmontag durchgeführt wird.

### Geschichte der Frick-Mühle
Urkundliche Nachrichten von der Mühle gibt es bereits von Ende des 14. Jahrhunderts. Aufgrund der Zinspflicht der Mühle gegenüber den Herren von Baden wird angenommen, dass sie in Verbindung mit dem Müllheimer Hofgut derer von Baden stand und entstand. Die Mühle war ursprünglich eine Getreidemühle und wurde im Laufe der Zeit um eine Hanfreibe und verschiedene Trotten erweitert. 1775 kam auch noch eine Sägemühle hinzu. Während die Existenz einer Mühle am heutigen Standort der Frick-Mühle über Jahrhunderte als gesichert gilt, so ist das Gebäude in seiner heutigen Grundform erst etwa um 1822 erbaut oder zumindest umfassend modernisiert worden, wie durch dendrochronologische Untersuchungen festgestellt wurde.
Ende des 18. Jahrhunderts gab es in Müllheim sieben Mühlen, von denen sechs am Klemmbach standen. Von dieser Vielzahl an Mühlen leitet die Stadt Müllheim ihren Namen ab. Die letzte der Mühlen stellte 2009 den Betrieb ein. Die Frick-Mühle wurde bereits 1912 stillgelegt. Nachfolgend wechselte das Gebäude durch Erbgang und Verkauf vielfach den Eigentümer. Etwa ab den 1980er-Jahren diente das Haus der Stadt Müllheim zur Unterbringung ärmerer Familien. Nachdem die Stadt zunächst als Generalmieter auftrat kaufte sie die Liegenschaft 1993 und nutzte den Bau bis 2000 weiter für Sozialwohnungen.
Auf Initiative des Markgräfler Museumsvereins Müllheim wurde im Jahr 2000 damit begonnen, das ursprüngliche Erscheinungsbild und die Funktionsweise der Mühle wieder herzustellen, wobei zunächst die An- und Einbauten aus den 1960er-Jahren entfernt und das Innere weitgehend „auf den Rohbauzustand zurückgebaut“ wurde. Neben der Stadt Müllheim wurde der Verein dabei auch durch das Land Baden-Württemberg unterstützt, das Mittel aus dem Stadtsanierungsprogramm zur Verfügung stellte. Nachdem das neu gefertigte große Mühlrad aus Lärchen- und Eichenholz mit einem Durchmesser von fast 6 Metern im Jahr 2007 einsatzbereit war, konnte der zweite Standort des Museums 2008 eröffnet werden. Im März 2012 wurden ein kleines Mühlrad und eine Stampfe in Betrieb genommen.

## Sammlungen

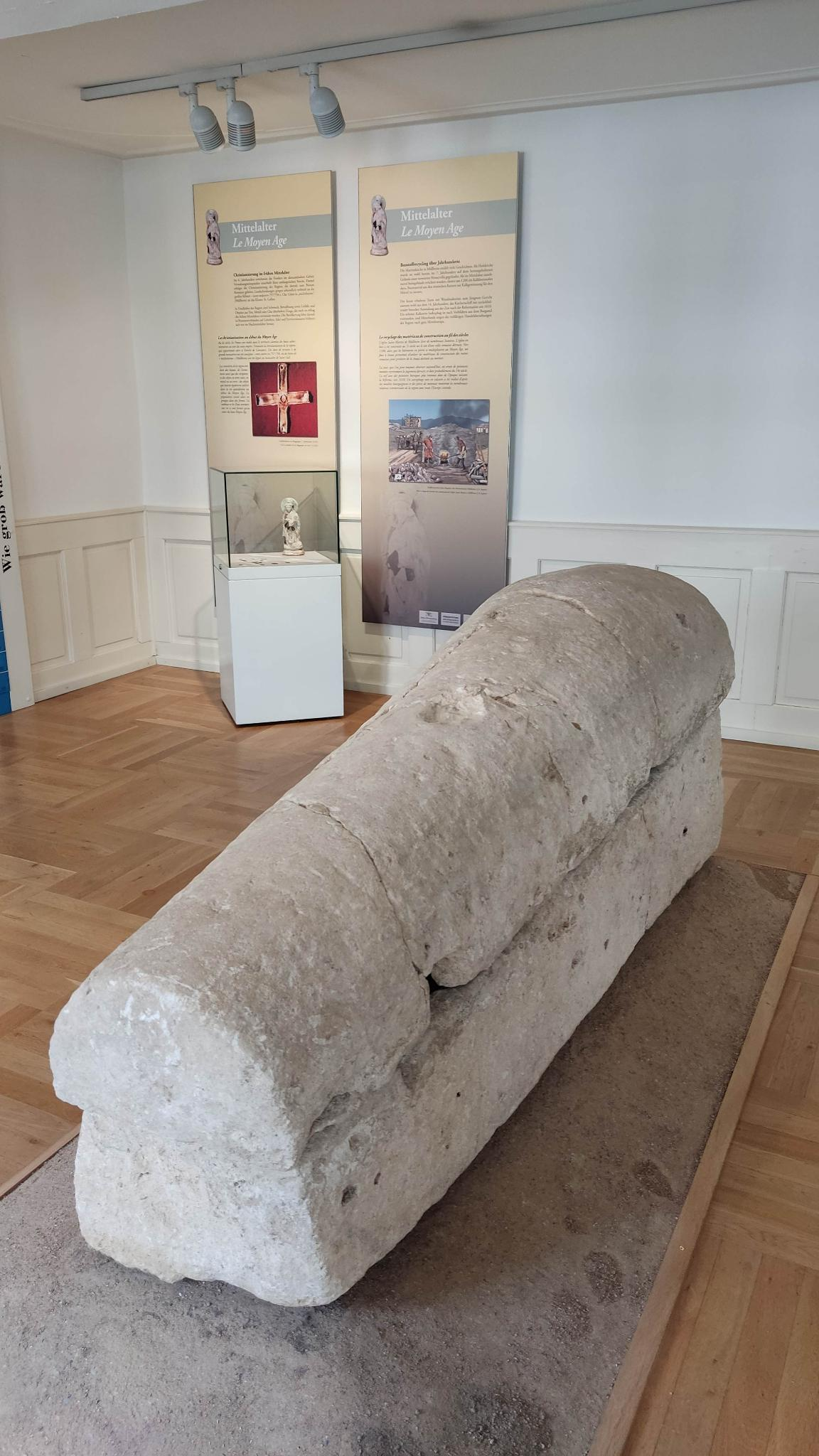
Merowingischer Muschelkalk-Sarkophag aus dem 12. Jhdt. n. Chr., vermutlich des Stifter-Paares der Martinskirche (Müllheim), heute im Erdgeschoss des Markgräfler Museums Müllheim in der Dauerausstellung Regionale Archäologie und Geologie: Ca. 2,00 m lang, am Kopfende ca. 1,00 m hoch und 60 cm breit

Bereits nach dem Ersten Weltkrieg hatte 1926 der Vorsitzende des Verkehrsvereins Müllheim, Kurt Werner Beidek, mit der Sammlung von Objekten für ein „Heimatmuseum“ begonnen – angeregt durch das Badische Landesmuseum und den Landesverein Badische Heimat. Nach dem Zweiten Weltkrieg wurde diese Arbeit durch die Stadt Müllheim, den Hebelbund Müllheim und die Familie Blankenhorn, die seit 1893 Pläne für ein Müllheimer „Weinbaumuseum“ hegte, fortgesetzt. Mit der Gründung des Wein- und Heimatmuseums 1974 wurde die Sammeltätigkeit intensiviert, und seit 2003 werden die Objekte in einer digitalen Datenbank inventarisiert. Die Museumssammlung umfasst ohne den Bibliotheksbestand geschätzt 20.000 Objekte. 2019 hat der Gemeinderat der Stadt Müllheim ein mit dem Museumsverein erarbeitetes Sammlungskonzept verabschiedet.
Kulturgeschichte der Region und der Stadt Müllheim
- Geschichte der Stadt Müllheim und des Markgräflerlandes, darunter Objekte zur Markgrafschaft, zur Reformation 1556, zur jüdischen Landgemeinde Müllheim ab 1716, zur Badischen Revolution 1848/49, zu den Kriegen am südlichen Oberrhein, Nationalsozialismus, Nachkriegszeit und Zeitgeschichte der Region im Dreiländereck D-F-CH.
- Weinbau, Küferei und Mühlenwesen, als prägende Bereiche der regionalen Wirtschafts- und Sozialgeschichte, darunter Exponate zur frühen önologischen Forschung um Professor Adolf Blankenhorn und zur Organisation von Weinbau und Weinhandel im 19. Jahrhundert.
- Geologie und Archäologie der Region, mit eigenen Sammlungen und wichtigen Dauerleihgaben von staatlicher Seite zu Geologie und Archäologie der Jahrtausende alten Kulturlandschaft am südlichen Oberrhein.

Kunst am südlichen Oberrhein
Aus der vor allem ab 1991 entstandenen Sammlung zur Kunst am südlichen Oberrhein sind hervorzuheben:
- Malerei und Graphik vor 1900, darunter Wilhelm Friedrich Gmelin, Sophie Reinhard, Johann Martin Morat, Ferdinand Keller, Karl Eckermann, Hans Thoma oder Hermann Daur
- Malerei und Graphik der „klassischen Moderne“, insbesondere die von Nationalsozialisten aufgelösten Künstlergruppe „Badische Secession“ mit dem künstlerischen Nachlass von Emil Bizer und Werken von Adolf Strübe, Otto Laible, Adolf Riedlin u. a.
- Bildende Kunst der Nachkriegszeit und zeitgenössische Kunst (u. v. A. Jürgen Brodwolf, Bernd Völkle, Werner Berges, Karlheinz Scherer, Rosa Lachenmeier)
- Plastik/Skulptur und Kunstkeramik der Region

Literatur der Region

Literaturabteilung des Markgräfler Museums

Die Sammlung zur regionalen Literatur umfasst dreidimensionale Objekte zur entsprechenden Literaturgeschichte, Manuskripte, dichterische Nachlässe, Dokumente zum literarischen Leben in der Region sowie Tondokumente. Sammlungsschwerpunkte sind:
- Johann Peter Hebel
- Alemannische Mundart-Dichtung (darunter Hermann Burte, Lina Kromer, Paula Hollenweger, Gerhard Jung)
- Literaten mit Bezügen zur Region (Heinrich Hoffmann von Fallersleben, Rudolf Borchardt, Annette Kolb, René Schickele, Franz Schneller u. a.)

Historische Foto- und Postkartensammlung
Die historische Foto- und Postkartensammlung umfasst Daguerreotypien und Fotografien aus Müllheim mit seinen Ortsteilen und aus dem Markgräflerland aus der Zeit von ca. 1850 bis heute. Angegliedert ist eine umfangreiche Sammlung von historischen Postkarten seit dem ausgehenden 19. Jahrhundert mit Motiven aus der Stadt und der Region.

## Wissenschaftliche Leiter
- 1989–1991: Jost Großpietsch, Historiker
- 1993–1999: Antje Lechleiter, Kunsthistorikerin
- 2000–2002: Siegmar Gassert, Kunstkritiker
- 2002–2023: Jan Merk, Historiker
- seit 2023: Andreas Weiß, Historiker.

## Ausstellungen
Neben den Dauerausstellungen (siehe „Das Regionalmuseum“ und „Das Mühlenmuseum“) sind heute drei Flächen für kleinere und größere Sonder-/Wechselausstellungen reserviert, um neben einer langfristigen Ausstellungsplanung auch flexibel auf aktuelle Entwicklungen reagieren zu können.

### Sonderausstellungen zur Kulturgeschichte der Region
Die ersten kulturgeschichtlichen Wechselausstellungen des Museums galten in den 1970er Jahren dem Weinbau und der Badischen Revolution von 1848/49. Vereinzelt folgten Präsentationen zur jüdischen Geschichte, zu Trachten oder zu historischen Fotografien und Postkarten.
Seit 2003 werden regelmäßig regionalhistorische Sonderausstellungen mit unterschiedlichen wissenschaftlichen Kooperationspartnern, Nachbarmuseen, Institutionen, Vereinen, Sammlern und Schulen erarbeitet. Darunter waren die Ausstellungen:
- 200 Jahre Tourismus auf dem Hochblauen (2004)
- Hudeli, Wiiküfer, Türkensultan & Co. Fasnacht in der protestantischen Region (2005)
- Von der Erbfeindschaft zur Freundschaft. 100 Jahre deutsche und französische Garnison in Müllheim (2005)
- Blankenhorn. Geschichte einer Markgräfler Familie (2006)
- 450 Jahre Reformation im Markgräflerland (2006)
- Der Markgräfler Jaspis durch die Jahrtausende (2011)
- 1863 – Aufbruch des Bürgertums: Gewerbeverein, Turnverein, Feuerwehr (2013)
- Römisches Leben auf dem Land – Villa rustica Auggen (2014)
- Der Erste Weltkrieg und die Garnisonsstadt Müllheim (2014)
- Markgräflerland – Geschichte und Zukunft eines Begriffs (2015)
- 1817 – Ernte nach dem Hungerjahr (2017)
- Zeitenwende. Die Zwanziger Jahre (2018)
- Am Anfang war das Gold. Geldgeschichte der Region von den Kelten bis heute (2022)
- Ausgeschenkt. 150 Jahre Müllheimer Weinmarkt (2022)
- 1848/49. Revolution in Müllheim (2023)

### Sonderausstellungen zur Bildenden Kunst
Die Eröffnungsausstellung des Museums im Blankenhorn-Palais 1979 war „Johann Martin Morat – Merian des Biedermeier“ gewidmet, zu dessen Werk das Haus die drittgrößte Sammlung in Baden-Württemberg besitzt. Daneben wurden Ausstellungen mit Werken wichtiger regionaler Künstler wie Julius Kibiger oder Fritz Fischer durchgeführt. Mit der räumlichen Erweiterung 1991 gewann das Haus, beginnend mit der Doppelausstellung „Emil Bizer – Bernd Völkle“ (1991) zunehmend ein Profil als wichtiger Ausstellungsort auch für die überregionale zeitgenössische Kunst in Südbaden. Es folgten weithin beachtete Ausstellungen etwa mit Jürgen Brodwolf, Werner Berges, Horst Kerstan oder die Gedächtnisausstellung für Artur Stoll in Kooperation mit dem Morat-Institut Freiburg. In den 1990er Jahren konnten zudem im Innenhof des Museums umfangreiche Skulpturenausstellungen gezeigt werden. Bis heute präsentiert das Haus zeitgenössische Kunst der Region – oftmals mit begleitenden Katalogpublikationen. In regelmäßigem Turnus werden auch Werke des jeweiligen Preisträgers des Markgräfler Kunstpreises ausgestellt. Kunstgeschichtliche Ausstellungen galten etwa dem Hölzel-Schüler Adolf Riedlin, dem Cezanne-Schüler und Professor an der Hochschule der Künste Berlin Adolf Strübe, dem Vorsitzenden der Badischen Secession Emil Bizer, daneben über die engere Region hinaus Hans Thoma, Heinrich Zille, Franz Bernhard oder jüngst Else Blankenhorn. Cartoon-Ausstellungen waren Tomi Ungerer, Peter Gaymann und papan gewidmet. 2022–2023 beteiligte sich das Museum am trinationalen Projekt Der Rhein – Le Rhin des Netzwerks Museen mit einer Einzelausstellung der Künstlerin Rosa Lachenmeier mit dem Titel Rheinreise – Au long du Rhin.

## Veranstaltungen
Im Markgräfler Museum finden jährlich meist über 100 Veranstaltungen statt. Neben Vernissagen, Finissagen, öffentlichen Führungen und museumspädagogischen Angeboten werden besondere Aktionen wie der Internationale Museumstag, Angebote zu städtischen Festen oder die Müllheimer Museumsnacht „Jazz - Wein - Kultur“ organisiert. Feste Vortragsreihen bestehen in Kooperation mit der Volkshochschule Markgräflerland und dem Ortskuratorium der Deutschen Stiftung Denkmalschutz. Zu den weiteren Kooperationspartnern zählen die Nachbarmuseen, der Tourismus, die Schulen, die Kirchen, viele Vereine und soziale Einrichtungen wie Seniorenheime, die Flüchtlingsbetreuung oder Bürgerinitiativen. Mit ihnen zusammen bietet das Museum Veranstaltungen zu aktuellen gesellschaftlichen Themen in der Region – als ein „Ort aktualitätsbezogener Geschichtsarbeit“.

## Wissenschaftliche Museumsbibliothek
Seit 2004 betreibt das Museum eine wissenschaftliche Präsenzbibliothek mit gegenwärtig knapp 8 000 Werken. Gesammelt werden Bücher, Kunstkataloge, Broschüren und Zeitschriften mit Bezug zum Markgräflerland. Im Jahr 2016 erhielt das Museum aus dem Nachlass der Familie Blankenhorn die „Badische Bibliothek“ mit etwa 700 Exemplaren zur Regional-, Familien- und badischen Verfassungsgeschichte sowie Kunst und Wissenschaft geschenkt. Ältestes Exemplar ist eine religiöse Schrift von Markgraf Ernst Friedrich von Baden-Durlach aus dem Jahre 1599 („Das Stafforter Buch“). Der Begründer des Badischen Armeemuseums Erich Blankenhorn war maßgeblich am Aufbau der Bibliothek beteiligt. Die Buchbestände des Museumsgründers Dr. Fritz Fischer sind ebenfalls in die Museumsbibliothek eingegangen. Die in Müllheim zwischen 1949 und 1968 erschienene Zeitschrift „Die Markgrafschaft“ wurde in Kooperation mit der Universitätsbibliothek Freiburg digitalisiert. Die Bibliothek steht Forschern, Studierenden, Schülern, Journalisten und der interessierten Öffentlichkeit zur Verfügung.